# Mario Rosa
 (janvier 2013).
Pour les articles homonymes, voir Rosa.
Ne doit pas être confondu avec Mario Rosas.
Mario Rosa, né le 8 mai 1932 à Naples et mort le 24 décembre 2022, est un historien italien.

## Biographie
Élève de l'École normale supérieure de Pise, Mario Rosa a enseigné l'histoire moderne auprès des universités de Lecce (1966-72), Bari (1970-78), Pise (1978-84), et de La Sapienza de Rome (1984-89) et enfin à l'École normale supérieure de Pise (1989-2007), dont il a été directeur adjoint (1994-1998) et où il est actuellement professeur émérite.
Il a enseigné à plusieurs reprises, en qualité de professeur invité, auprès de l'École des hautes études en sciences sociales et de la Maison des Sciences de l'Homme à Paris.
Il est membre de l'Accademia nazionale dei Lincei.

## Œuvres
- Riformatori e ribelli nel ‘700 religioso italiano ( Dedalo 1969)
- Politica e religione nel ‘700 europeo (Sansoni 1974)
- Religione e società nel Mezzogiorno tra Cinque e Seicento (De Donato 1976)
- (a cura di) Cattolicesimo e lumi nel Settecento italiano (Herder 19811981)
- La Chiesa e gli Stati italiani nell’età dell’assolutismo, in Letteratura Italiana, I (Einaudi 1982)
- La Chiesa meridionale nell’età della Controriforma, in Storia d’Italia, Annali, 9 (Einaudi 1986)
- La religiosa, in L’uomo barocco, a cura di R. Villari (Laterza 1991)
- Settecento religioso. Politica della Ragione e religione del cuore (Marsilio 1999)
- Clero cattolico e società europea nell'età moderna (Laterza 2006)